# Charles Lewis Camp
Charles Lewis Camp (* 12. März 1893 in Jamestown (North Dakota); † 14. August 1975 in San José (Kalifornien)) war ein US-amerikanischer Paläontologe und Zoologe.
Camp studierte ab 1911 Zoologie in Berkeley mit dem Bachelor-Abschluss 1915 und an der Columbia University mit dem Master-Abschluss 1916. Nach dem Wehrdienst als Leutnant in Frankreich im Ersten Weltkrieg lehrte er vergleichende Anatomie in der Zoologischen Fakultät in Berkeley. 1923 wurde er an der Columbia University promoviert (Classification of the lizards), wobei William K. Gregory und Henry Fairfield Osborn seine Lehrer waren. 1923 wurde er Direktor der California Historical Society und 1930 bis 1949 war er Direktor des University of California Museum of Paleontology und stand 1939 bis 1949 der Fakultät für Paläontologie in Berkeley vor. 1935/36 war er Guggenheim Fellow und besuchte die Fundstellen von Therapsiden im Karoo (wo er 1947/48 ein zweites Mal war), Fundstellen des Trias in China (Ausgrabung von Omeisaurus mit C. C. Young) und Sammlungen von Wirbeltieren der Trias in Museen in Europa. 1960 gab er die Lehre in Berkeley auf.
1930 entdeckte er mit Samuel Paul Welles eine Placerias-Fundstelle bei St. Johns (Arizona). Ab 1953 grub er Ichthyosaurier in den Shoshone Mountains in Nevada aus (dem späteren Berlin-Ichthyosaur State Park). Er erstbeschrieb Segisaurus und die Arroyo-Kröte.
Er gab ab 1933 die Bibliography of Fossil Vertebrates heraus (daraus wurden 8 Bände, die die Literatur ab 1928 behandelten und deren letzter 1968 erschien). 1946 wurde er Präsident der Society of Vertebrate Paleontology. 1970 erhielt er die Henry R. Wagner Memorial Medal der California Historical Society.

## Schriften
- California mosasaurs, Berkeley, Los Angeles, University of California Press, 1942
- Classification of the lizards, New York, N.Y., 1923, Reprint 1971 (seine Dissertation).
- Earth song: a prelude to history, Berkeley, California, University of California Press, 1952
- A Study of the Phytosaurs, with description of new material from Western North America, Berkeley, Los Angeles, University of California Press, 1930
- mit G. Dallas Hanna: Methods in Paleontology, University of California Press, 1937
- mit Samuel P. Welles: Triassic dicynodont reptiles, Berkeley 1956
- Herausgeber: James Clyman Frontiersman: The Adventures of a Trapper and Covered Wagon Emigrant as Told in His Own Reminisces and Diaries 1960
- Desert Rats. Berkeley, CA: Friends of the Bancroft Library, University of California. 1966